# Martín (udde)
Martín är en udde i Antarktis. Den ligger i Sydorkneyöarna. Argentina och Storbritannien gör anspråk på området.
Terrängen inåt land är kuperad norrut, men åt sydost är den platt. Havet är nära Martín åt sydväst. Trakten är obefolkad. Det finns inga samhällen i närheten. 